# Institut de la Imatge i el So dels Països Baixos

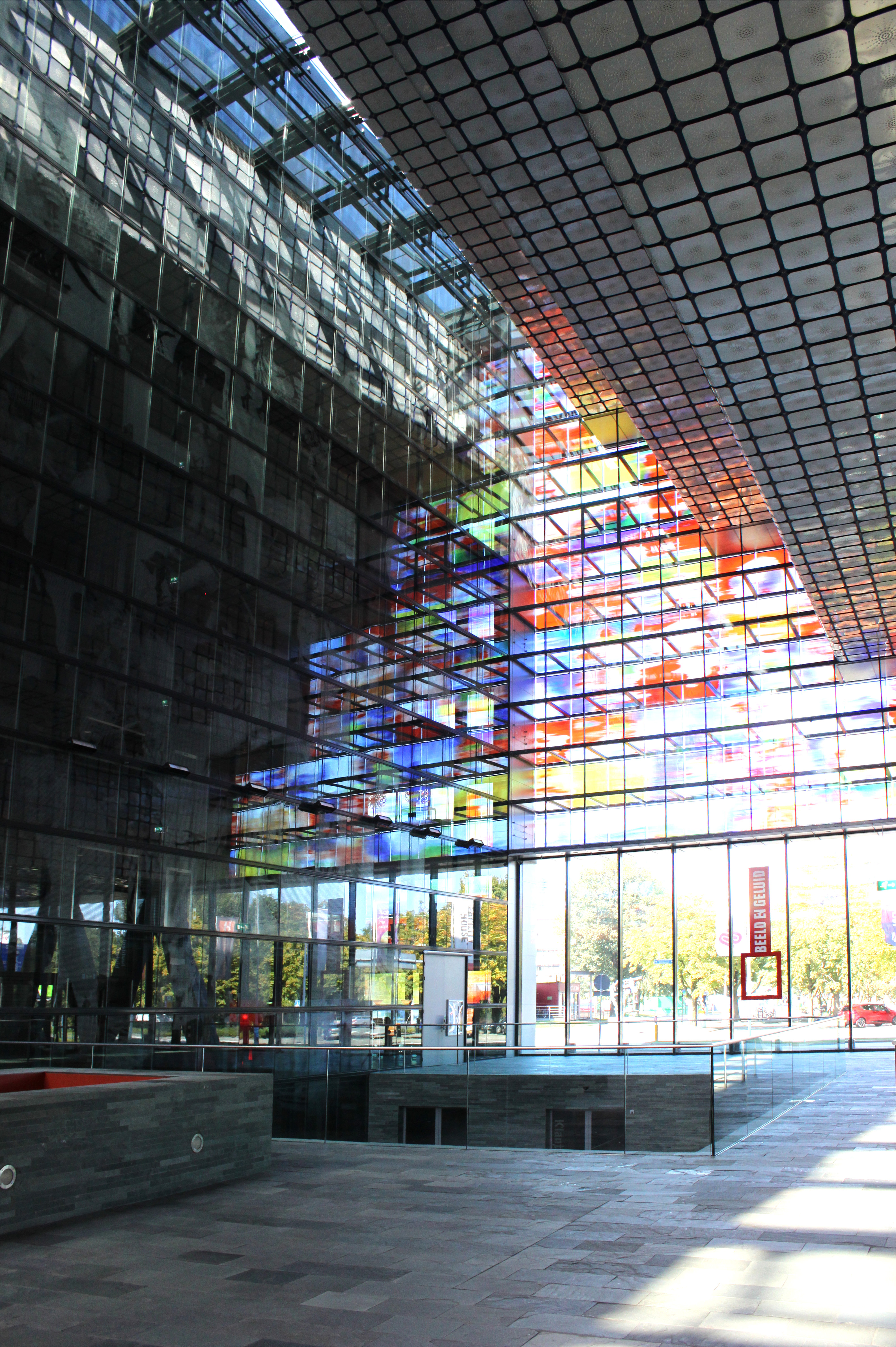
Vista des de la plaça principal de la sala cap al nord.

L'Institut de la Imatge i el So dels Països Baixos (en neerlandès: Nederlands Instituut voor Beeld en Geluid, o curt, Beeld en Geluid) és un museu i arxiu cultural  localitzat a Hilversum, provincia d'Holanda del Nord, als Països Baixos. L'Institut recull, vigila, i proporciona accés a més del  70% del patrimoni àudio-visual neerlandès. En total, la col·lecció té més de 750.000 hores de televisió, ràdio, música i pel·lícules;que van començar el 1898 i continua creixent diàriament, arribant a ser un dels arxius d'audiovisuals més gran dins Europa.
És l'arxiu d'empreses nacionals de radiodifusió, un institut de patrimoni cultural (proporcionant accés a estudiants i al públic general) i també un museu per als seus visitants.